# Edifício Castelao
O edifício Castelao é um edifício de arquitectura moderna do início do século XXI localizado na esquina das ruas Padre Amoedo Carballo e Sierra em Pontevedra, Espanha, no limite do centro histórico. Pertence ao Museu de Pontevedra.

## História
A 2 de Maio de 2003, durante a inauguração da ampliação do edifício Fernández López do Museu de Pontevedra, o seu director anunciou que um novo edifício do museu seria construído entre as ruas Cobián Roffignac e Serra.
O edifício foi construído entre 2004 e 2008 de acordo com um projecto dos arquitetos Eduardo Pesquera e Jesús Ulargui para remediar a falta de espaço expositivo do museu de Pontevedra. Está localizado no local do antigo pomar do colégio jesuíta da cidade, nas traseiras do mesmo e da Igreja de São Bartolomeu.
O edifício foi financiado pela Deputação de Pontevedra, com o apoio do Ministério da Cultura espanhol, da Junta da Galiza e da Câmara Municipal de Pontevedra. O projecto envolveu a criação de uma nova rua pedonal entre as ruas Padre Amoedo e Arcos de San Bartolomé.
O espaço de exposições temporárias foi inaugurado em julho de 2008 com a Bienal de Arte dedicada ao Magrebe. Após a implantação da museografia, o edifício foi inaugurado a 4 de janeiro de 2013. Em 2 de dezembro de 2021, foi nomeado Edifício Castelao, em honra de Alfonso Daniel Rodríguez Castelao, um dos fundadores do Museu de Pontevedra.

## Descrição
O edifício abrange uma área de 10.000 metros quadrados e é composto por 3 andares e um rés-do-chão. Dispõe de 23 salas de exposições permanentes, com obras maioritariamente pictóricas, que permitem apreciar a evolução da arte galega desde o período gótico até aos nossos dias, bem como as manifestações artísticas realizadas noutras regiões de Espanha desde a época de Goya até meados do século XX. Três das salas são dedicadas a Castelao e há também um amplo espaço para a rica colecção de pintura espanhola de pintores como Goya, Fortuny, Rusiñol e Vázquez Díaz, e para a arte galega com uma vasta representação de renovadores como Maside, Torres, Souto, Colmeiro e Laxeiro.
O edifício tem também salas de exposição temporárias, um auditório, uma cafetaria e espaços para oficinas. Além disso, pode ser vista uma secção de 50 metros dos restos das antigas muralhas de Pontevedra, integrada no edifício.
A característica mais notável do edifício é a sua luminosidade. É construído em torno de duas estruturas rectangulares ligadas por passarelas de vidro. O interior combina betão branco na estrutura com pavimentos de granito e pisos de madeira branqueada nas salas. O módulo sul mais pequeno é envidraçado para lhe dar leveza e facilitar a transição para o edifício Sarmiento do museu, ao qual está ligado por dois passadiços, também envidraçados a meia altura. A estrutura norte, mais imponente e hermética, tem paredes exteriores de granito e painéis de segurança longitudinais de vidro que permitem a entrada de luz natural da parte superior das salas e funcionam como janelas zenitais.

## Galeria

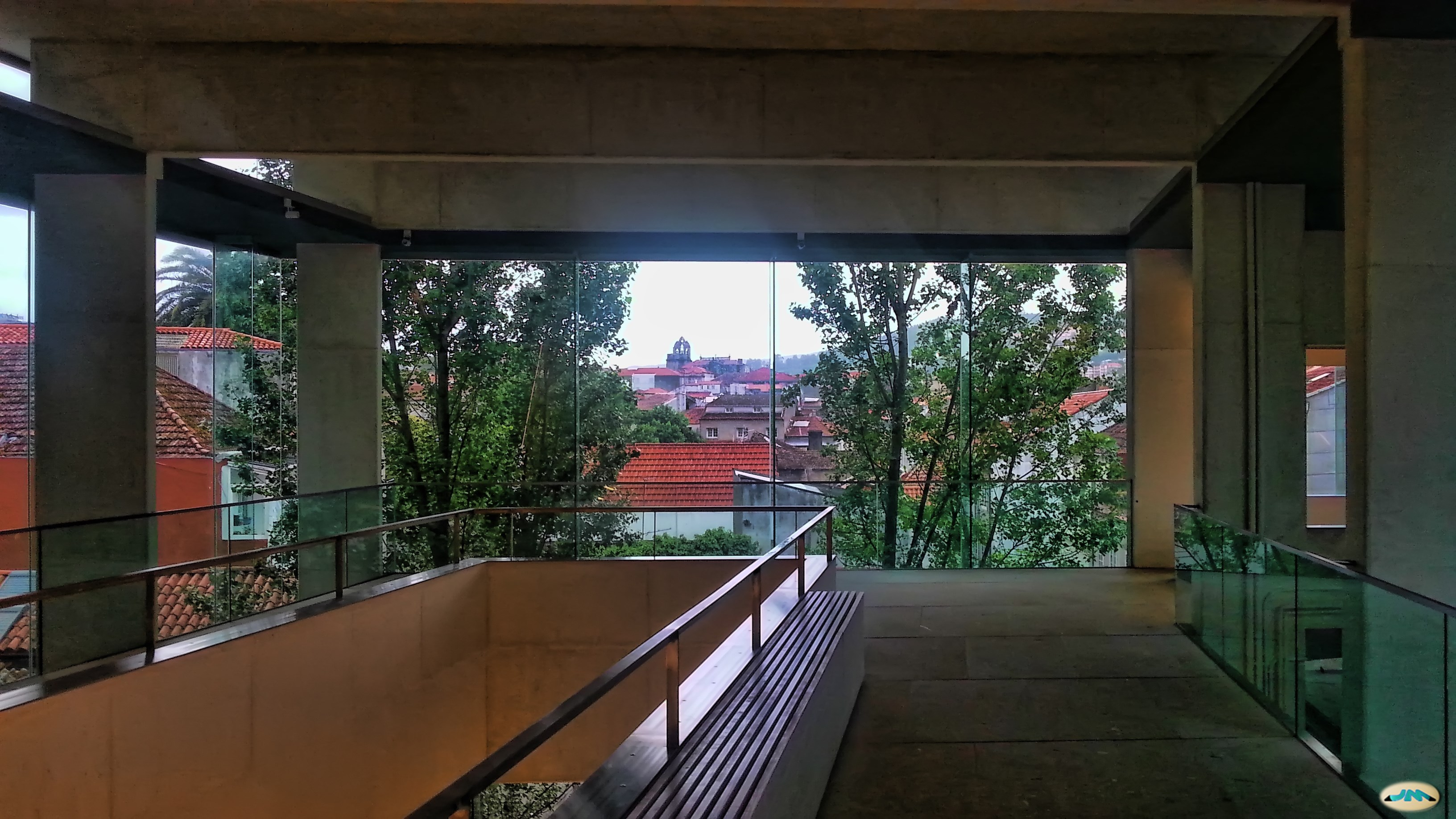
Interior
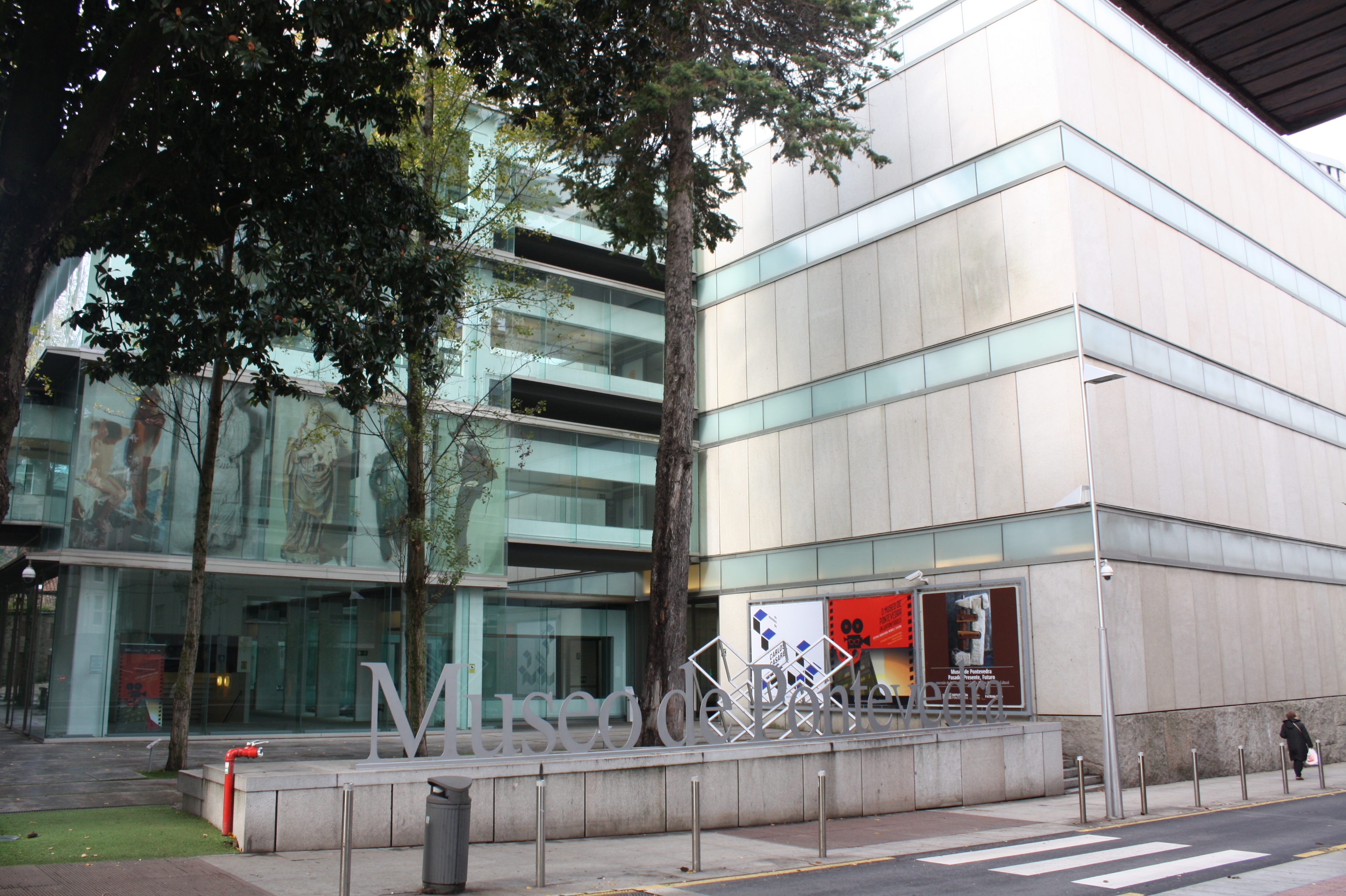
Entrada do edifício
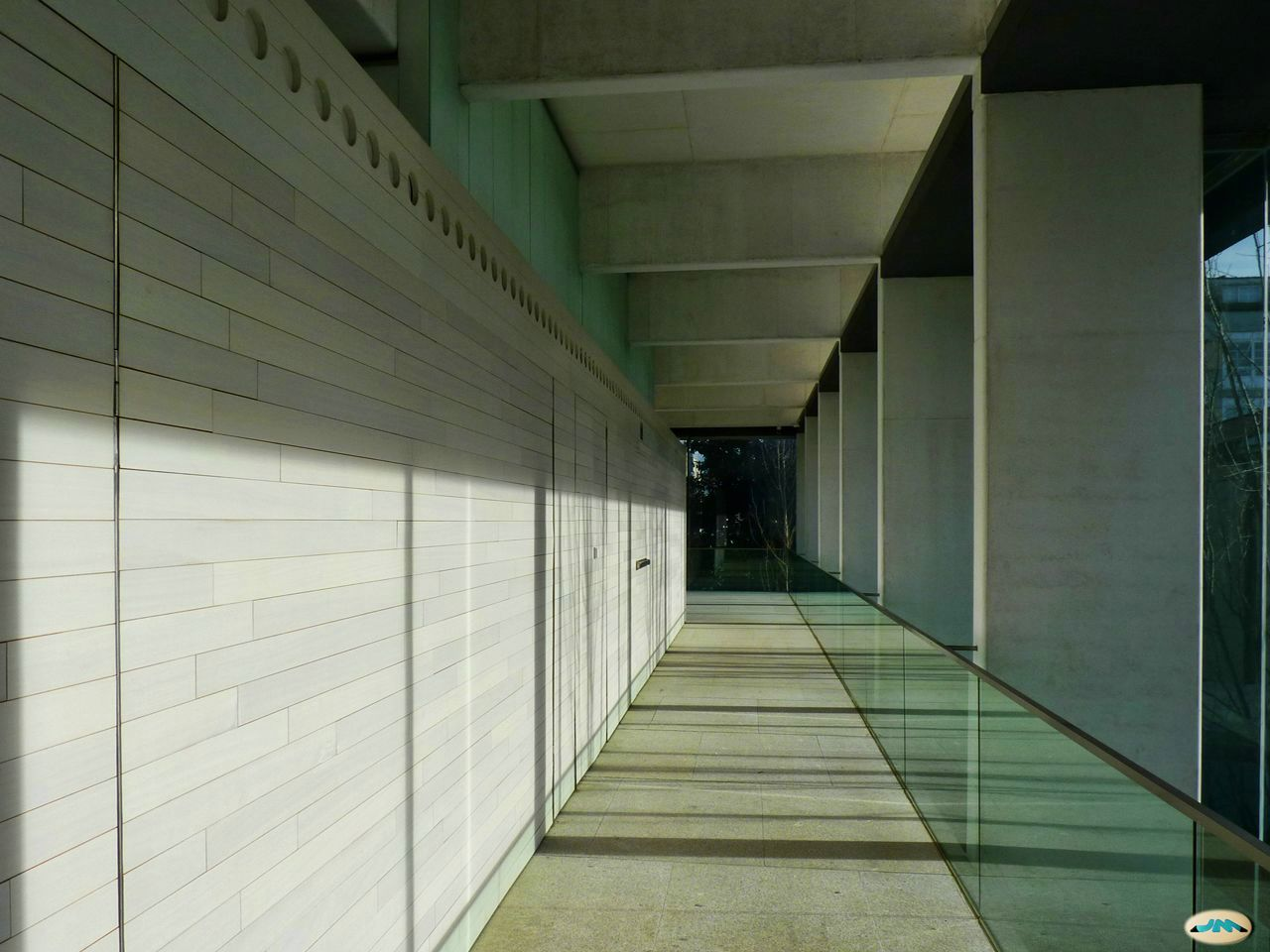
Corredor interior
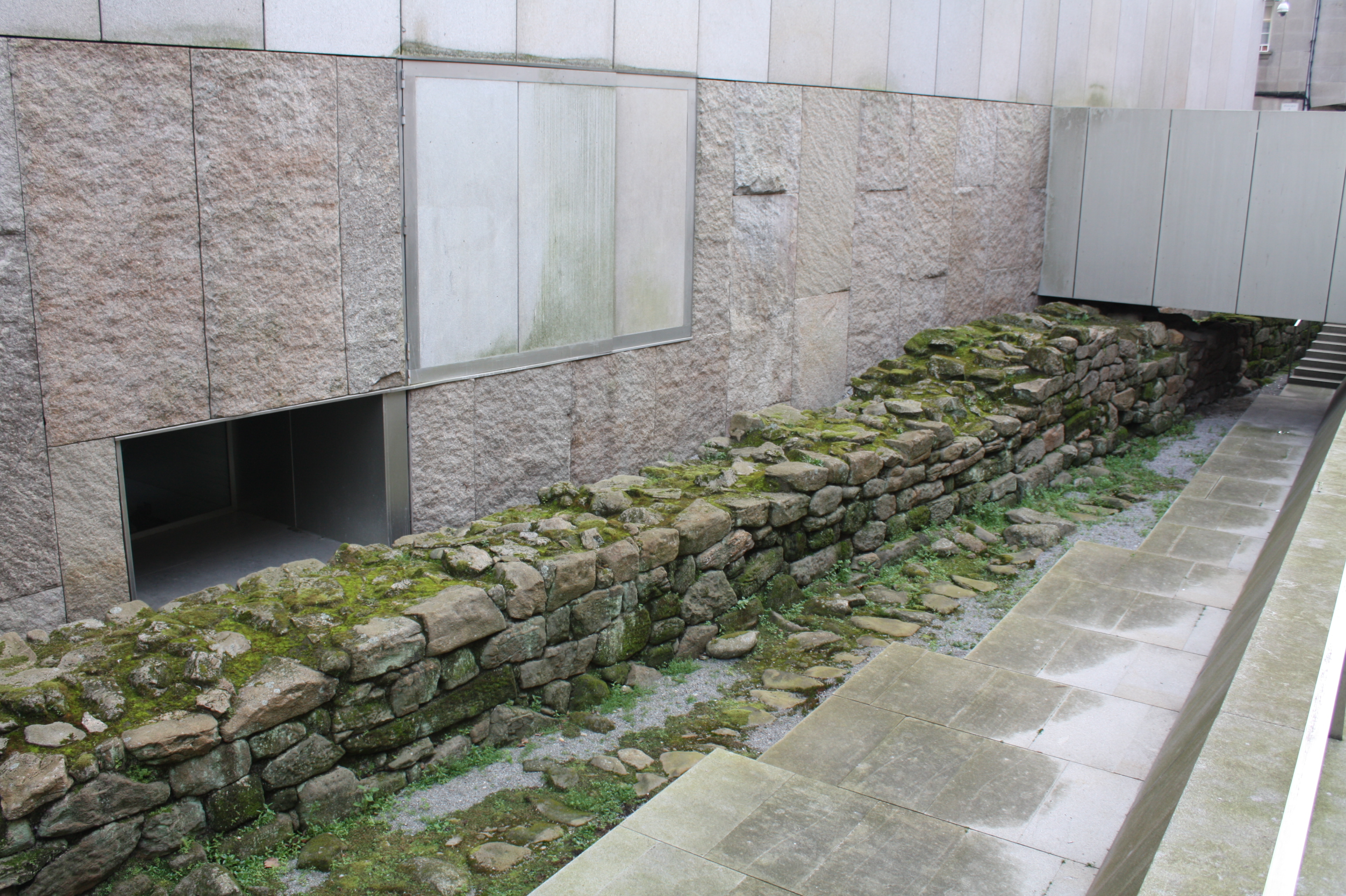
Restos das muralhas
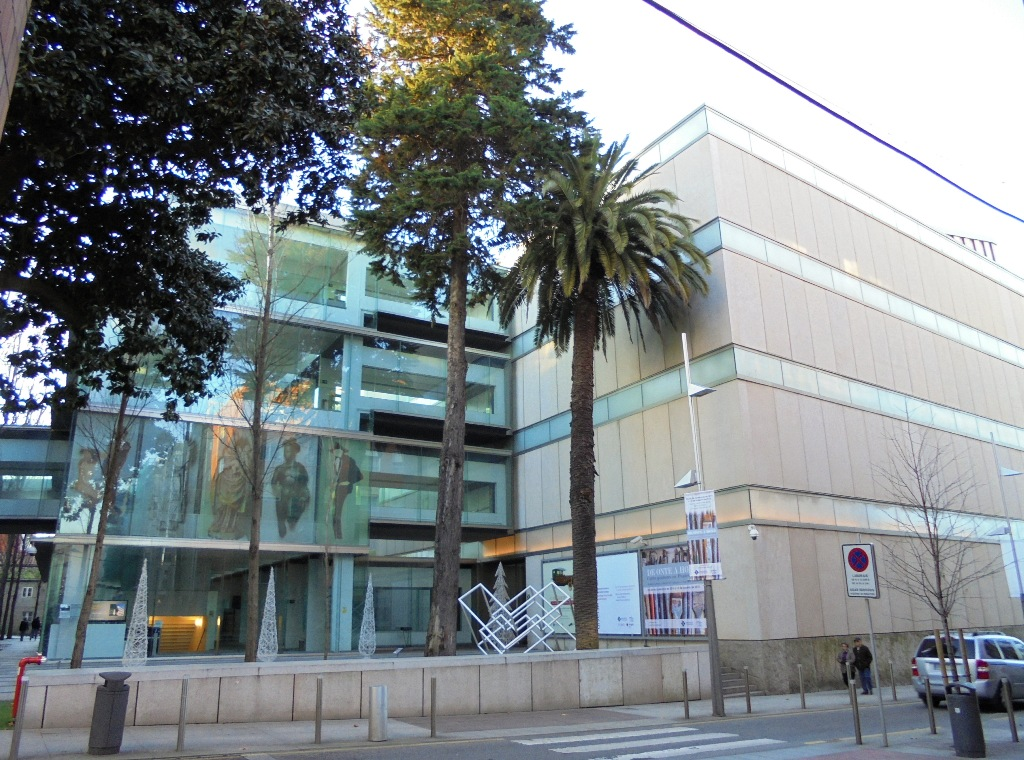
Fachada principal
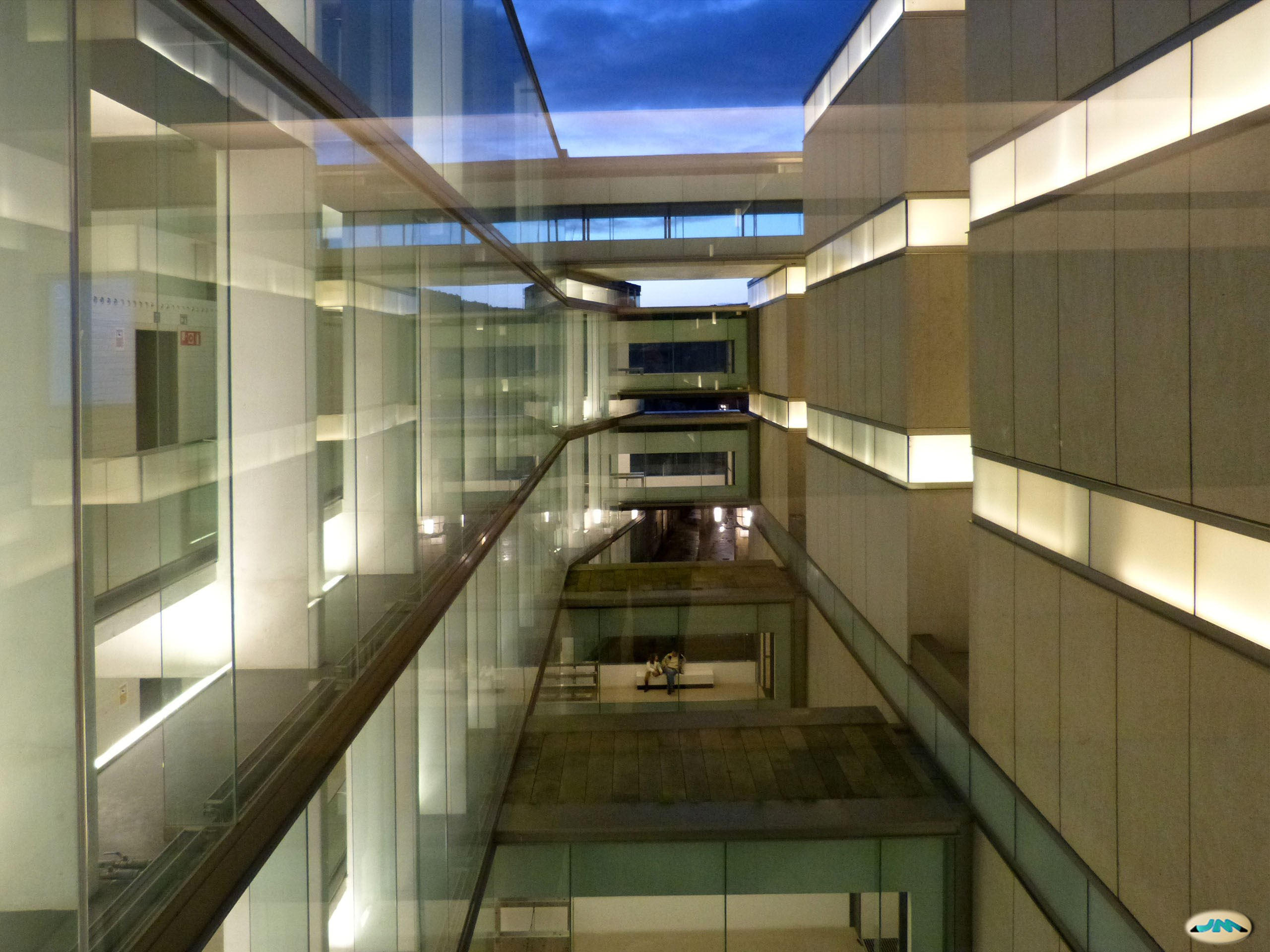
Passarelas interiores de vidro
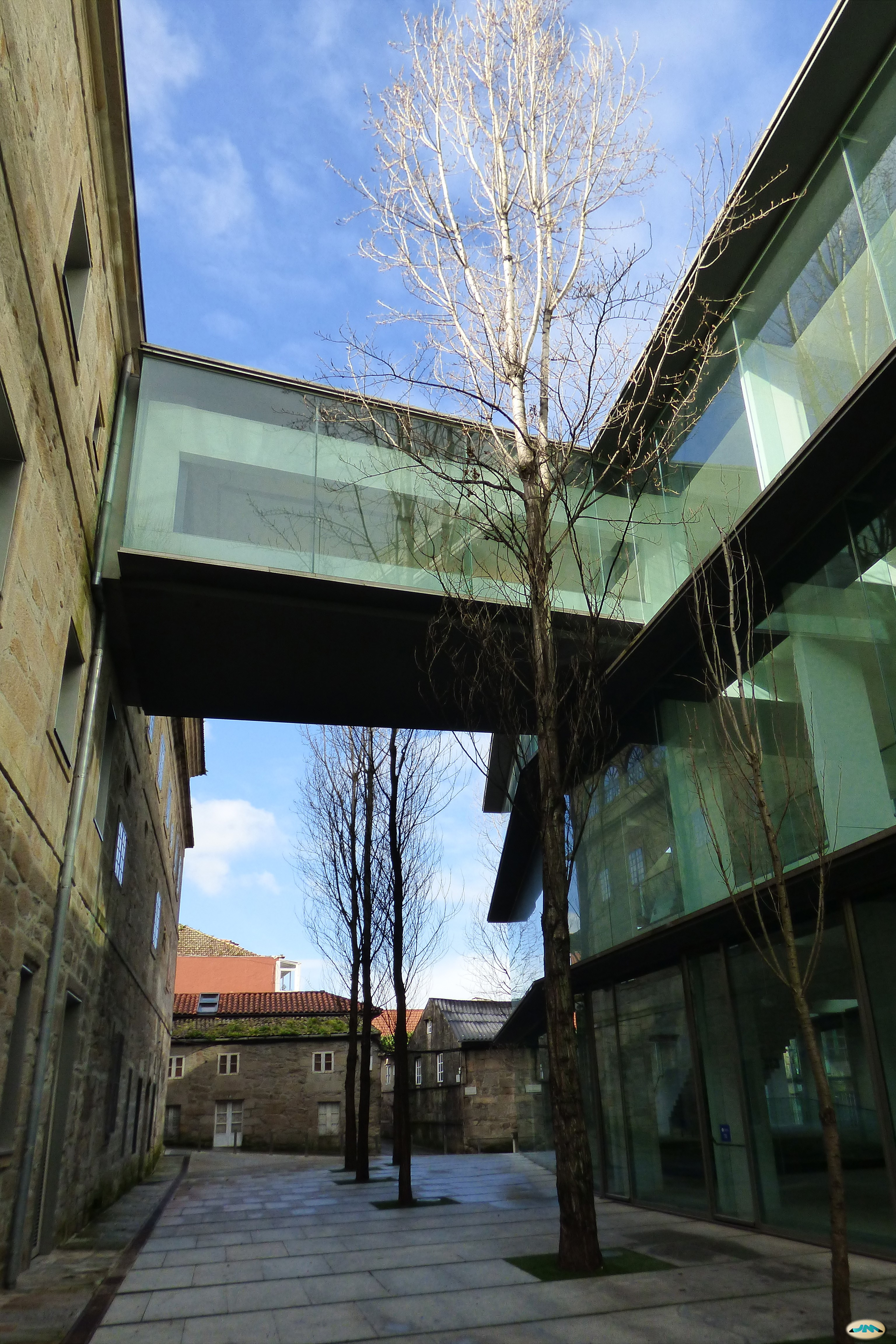
Rua pedonal
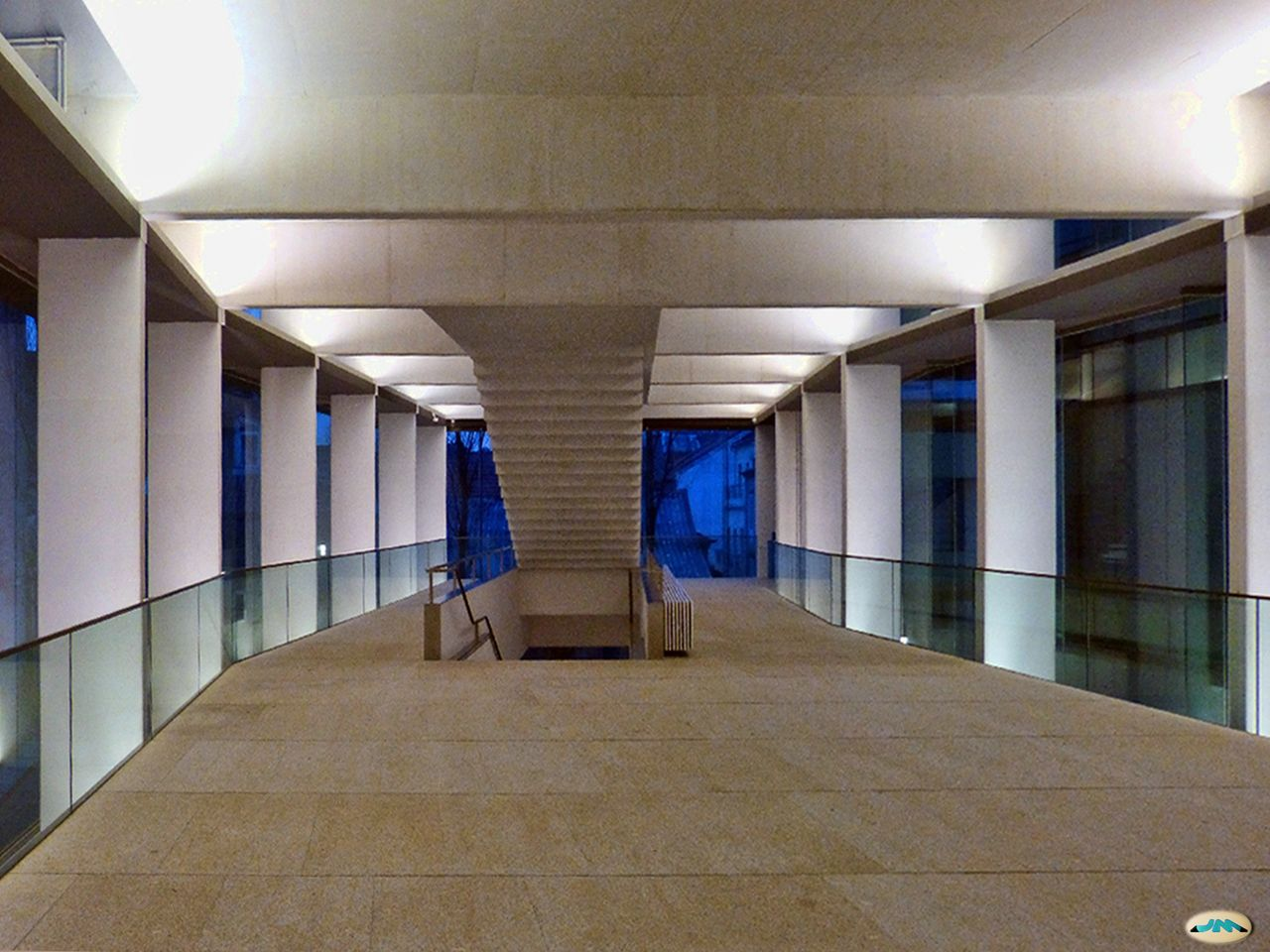
Segundo andar
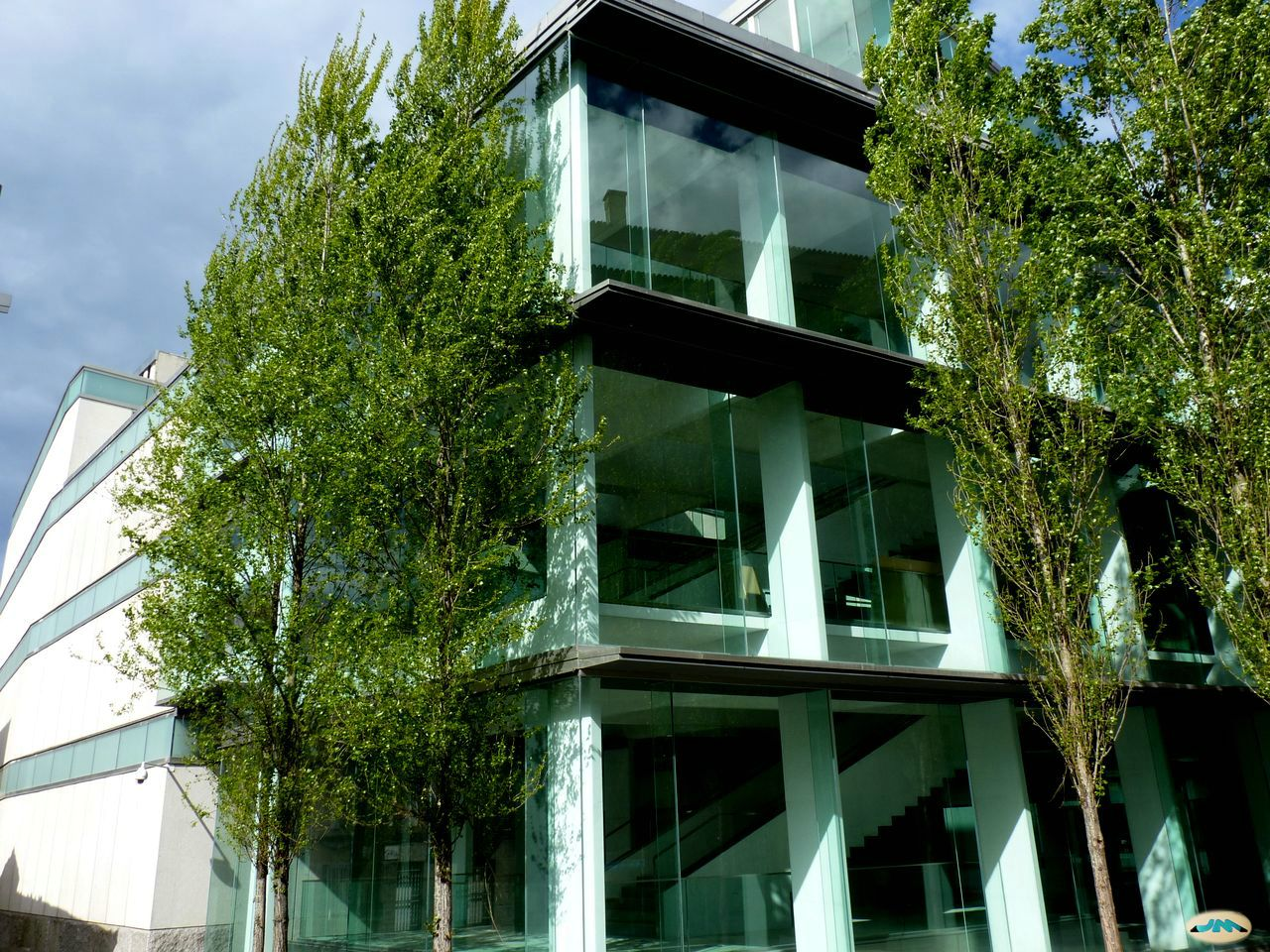
Edifício de vidro
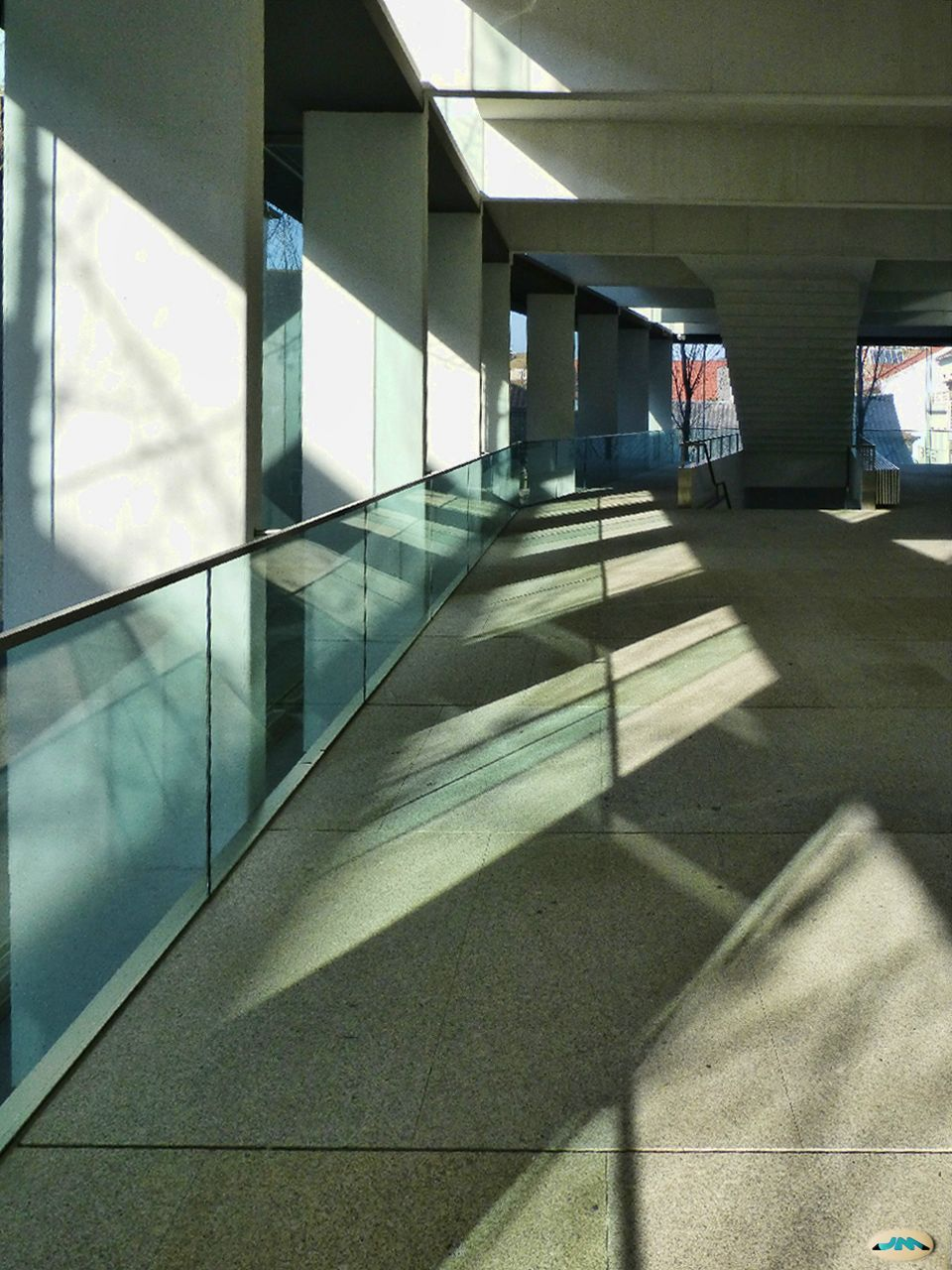
Segundo andar

### Outros artigos
- Museu de Pontevedra